# Salvador Sánchez Ponce
Salvador Sánchez Ponce (Sanlúcar de Barrameda, Cadis, 30 de març de 1991), més conegut com a Salvi és un futbolista andalús que juga d'extrem.

## Trajectòria
Va debutar en la categoria amb el Sevilla Atlètic, per després passar a ser peça clau en l'equip de la seva localitat natal, l'Atlético Sanluqueño. Després del descens, va marxar a Extremadura.
El 2014, va ser un dels artífexs de la gran temporada dels de Villanueva de la Serena, que es van classificar contra tot pronòstic per un play off en el qual van ser eliminats pel Bilbao Athletic. Va jugar-hi 31 partits i va marcar cinc gols.
Després d'un bon any en l'equip extremeny signà pel Cadis CF el 2015 amb l'objectiu d'ascendir a Segona Divisió.
Durant la temporada, es destapà com un dels puntals de l'equip fent-se indiscutible en el tram final. En el playoff, el fou un dels més destacats de la plantilla, que aconseguí l'ascens superant 3 eliminatòries.
L'estiu de 2016, el club renovà el jugador fent-li un contracte fins al 2020. El 5 de novembre de 2017, Salvi va marcar un doblet en una victòria per 2–0 a fora contra l'Almeria. Salvi fou el millor passador del Cadis CF el 2019 amb un total de 8 assistències, dues d'elles en la temporada 2018-19 i sis en la 2019-20.
El 27 de setembre de 2020 Salvi va marcar el seu primer gol a La Liga en partit contra el Sevilla CF.
L'1 de juliol de 2022, Salvi va signar contracte per dos anys amb el Rayo Vallecano de primera divisió.